# Конвой O-006 (листопад 1943)
Конвой O-006 (листопад 1943) — японський конвой часів Другої світової війни, проведений у листопаді 1943 року.
Конвой сформували на острові Нова Британія в Рабаулі — головній передовій базі японців в архіпелазі Бісмарка, з якої провадились операції на Соломонових островах та сході Нової Гвінеї, а місцем його призначення був Палау (важливий транспортний хаб на заході Каролінських островів).
Конвой O-006 складався із трьох транспортів, одним з яких був «Наплес-Мару», що мав на борту понад 500 військовослужбовців зі складу 51-ї дивізії та однієї з авіагруп базової авіації флоту. Їхній ескорт мали забезпечувати мисливці за підводними човнами CH-17 та CH-18.
О 15:00 20 листопада конвой O-006 вийшов із Рабаула та попрямував на північ. У цей період конвої до та з архіпелагу Бісмарка стали цілями не лише для американських підводних човнів, а й для авіації. Не становив винятку й O-006 — вже увечері 20 листопада на шляху біля центральної частини західного узбережжя острова Нова Ірландія його атакували літаючі човни PBY «Каталіна», які потопили «Наплес-Мару». Загинуло 5 членів екіпажу та 121 військовослужбовець із числа пасажирів.
У той же період між Рабаулом і Палау пройшло ще два конвої з тим самим індексом O-006 — один у жовтні, а другий у листопаді — грудні 1943 року.